# مجمع‌الجزایر گولاگ
مجمع الجزایر گولاگ مجموعه تحقیقاتی هنری- تاریخی آلکساندر سولژنیتسین دربارهٔ رژِیم سرکوب‌کننده شوروی در سال‌های ۱۹۱۸ تا ۱۹۵۶ می‌باشد.
کتاب «مجمع الجزایر گولاگ» نوشته آلکساندر سولژنیتسین نویسنده روسی برنده جایزه نوبل، که تاریخ انتشار آن به بیش از ۴۰ سال پیش بازمی‌گردد، به عنوان کتاب درسی اجباری برای تدریس در دبیرستان‌های روسیه معرفی شد.

## ترجمه به فارسی
این کتاب به زبان فارسی ترجمه شده و با مشخصات زیر به چاپ رسیده‌است:
- س‍ول‍ژن‍ی‍ت‍س‍ی‍ن، آل‍ک‍س‍ان‍در ای‍س‍ای‍وی‍چ، م‍ج‍م‍ع ال‍ج‍زای‍ر گ‍ولاگ، ت‍رج‍م‍ه ع‍ب‍دالله ت‍وک‍ل، ت‍ه‍ران: س‍روش (ان‍ت‍ش‍ارات ص‍دا و س‍ی‍م‍ا)، ۱۳۶۶؛ ویرایش سوم: ۱۳۶۷.
- س‍ول‍ژن‍ی‍ت‍س‍ی‍ن، آل‍ک‍س‍ان‍در ای‍س‍ای‍وی‍چ، م‍ج‍م‍ع ال‍ج‍زای‍ر گ‍ولاگ(سه جلد)، ت‍رج‍م‍ه احسان سنایی اردکانی، تهران: نشر مرکز، ۱۴۰۲